# II Zarząd Główny KGB
Drugi Zarząd Główny KGB SSSR, Drugi Zarząd Główny Komitetu Bezpieczeństwa Państwowego ZSRR (ros. Второе главное управление КГБ СССР) – organ kontrwywiadu i bezpieczeństwa państwowego w strukturach Komitetu Bezpieczeństwa Państwowego (KGB) Związku Socjalistycznych Republik Radzieckich. Obok Pierwszego Zarządu Głównego KGB ZSRR największy i najważniejszy pion tej instytucji.

## Powstanie organów kontrwywiadu w ZSRR
Powstanie organów kontrwywiadu po przejęciu władzy przez bolszewików w Republice Rosyjskiej nastąpiło po utworzeniu pierwszych bolszewickich organów bezpieczeństwa państwowego. W grudniu 1917 roku Rada Komisarzy Ludowych wydała tajny dekret o powołaniu Wszechrosyjskiej Komisji Nadzwyczajnej do Walki z Kontrrewolucją i Sabotażem (w skrócie Czeka lub WCzK). Jednym z zadań wykonywanych przez WCzK miała być walka ze szpiegostwem i bandytyzmem.
W bardzo szybko rozwijających się i często zmieniających się strukturach organów bezpieczeństwa państwowego piony odpowiedzialne za tzw. kontrwywiad cywilny ciągle zmieniały nazwę oraz wewnętrzną strukturę.
Pierwszym pionem odpowiedzialnym za zwalczanie szpiegostwa w strukturach Czeki było Biuro Kontrwywiadowcze WCzk, ros. Kontrrazwiedywatielnoje Biuro, lub KRB WCzK, na czele którego stanął jako kierownik Konstantin Szewaro-Wójcicki, a w marcu 1918 roku zastąpił go sam Feliks Dzierżyński. Po likwidacji KRB WCzK kolejnym pionem odpowiedzialnym za kontrwywiad cywilny w strukturach Czeki był Wydział do Walki ze Szpiegostwem w ramach Oddziału do Walki z Kontrrewolucją i Sabotażem, na jego czele stanął Jakow Blumkin. Także ten Wydział nie istniał zbyt długo, w lipcu 1918 roku zadania walki ze szpiegostwem przejął nowo utworzony Pododdział Wojskowy z W. Januszewskim jako kierownikiem. Jeszcze przed końcem 1918 roku Pododdział Wojskowy przemianowano na Oddział Wojskowy, który został utworzony z połączenia Oddziału I Zarządu Rejestracyjnego Sztabu Polowego [RWSR] i Pododdziału Wojskowego Oddziału do Walki z Kontrrewolucją i Sabotażem. 19 grudnia jest obchodzony jako święto kontrwywiadu. W styczniu 1919 roku nastąpiła kolejna zmiana, Oddział Wojskowy został zastąpiony przez Oddział Specjalny. Oddział Specjalny zajmował się kontrwywiadem ogólnym i wojskowym oraz ochroną granic. Naczelnikiem Oddziału Specjalnego był m.in. Feliks Dzierżyński, a jego zastępcą Wiaczesław Mienżynski.
28 grudnia 1921 roku ogłoszono decyzję o rozwiązaniu Nadzwyczajnej Komisji do Walki z Kontrrewolucją i Sabotażem, a w miejsce CzeKa powołano nową instytucję o tym samym zakresie działań pod nazwą Państwowy Zarząd Polityczny (GPU) przy Ludowym Komisariacie Spraw Wewnętrznych Rosyjskiej Socjalistycznej Federacyjnej Republiki Radzieckiej RSFSR (GPU NKWD).
Wówczas formalnie utworzono tzw. Kontrrazwiedywatielnyj Otdieł (KRO) Kontrwywiadowczy Oddział. Składał się on początkowo z 10, potem 11, a pod koniec 1922 roku z 7 wydziałów, kontrwywiadem przeciwko ówczesnej Polsce (II RP) zajmował się Wydział 3, kierował nim J. Makowski, a następnie Jan Olski.
Aby bardziej usamodzielnić struktury służb bezpieczeństwa wywiadu i kontrwywiadu od pionów administracyjnych, w listopadzie 1923 roku Państwowy Zarząd Polityczny odłączono od NKWD i powołano Zjednoczony Państwowy Zarząd Polityczny OGPU. Struktura kontrwywiadu pozostała prawie bez zmian, jedynie podporządkowano go (tj.KRO) pod Zarząd Tajno-Operacyjny OGPU (SOU OGPU), na którego czele stali kolejno: Wiaczesław Mienżyński 1923–1927, Gienrich Jagoda 1927–1929. Przez lata 20. na czele Oddziału Kontrwywiadu (KRO.SOU.OGPU) stał Artur Artuzow, jego zastępcami byli Siergiej Puzicki i Roman Pillar. Wówczas kontrwywiadem przeciwko Polsce zajmował się Wydział 7 pod kierownictwem Siemiona Giendina.

## Naczelnicy Drugiego ZG KGB
Funkcję Naczelnika Drugiego Zarządu Głównego KGB sprawował funkcjonariusz ze stopniem generalskim. Naczelnik Drugiego Zarządu Głównego KGB był także jednym z zastępców Przewodniczącego Komitetu Bezpieczeństwa Państwowego ZSRR.
Funkcję pełnili:
1. gen. Piotr Fiodotow - 17 marca 1954 - 12 kwietnia 1956;
2. gen. Oleg Gribanow - 12 kwietnia 1956 - 3 czerwca 1964;
3. gen. Siergiej Bannikow - 6 czerwca 1964 - 24 lipca 1967;
4. gen. Gieorgij Ciniew - 24 lipca 1967 - 2 września 1970;
5. gen. Grigorij Grigorienko - 2 września 1970 - 1 sierpnia 1983;
6. gen. Iwan Markiełow - 5 sierpnia 1983 - 20 września 1989;
7. gen. Wiktor Gruszko - 20 września 1989 - 29 stycznia 1991;
8. gen. Giennadij Titow - 29 stycznia 1991 - 28 sierpnia 1991;
9. gen. Władimir Kliszyn - 29 sierpnia 1991 - 13 września 1991;
10. gen. Fiodor Miasnikow - 13 września 1991 - 3 grudnia 1991.

## Powołanie Komitetu i Organizacja Drugiego ZG KGB
W 1954 roku operujące od 1946 roku i wzmocnione w 1953 roku po śmierci Stalina, Ministerstwo Spraw Wewnętrznych ZSRR, które do tej pory sprawowało całą kontrolę nad służbami specjalnymi ZSRR tj. bezpieczeństwem wewnętrznym w postaci kontrwywiadu wewnętrznego, i wojskowego, służbą bezpieczeństwa w postaci IV Zarządu MSW (Tajno-Politycznego), techniką operacyjną, łącznością rządową wywiadem zagranicznym itd., zostało uszczuplone i przeorganizowane.
Spod kontroli MSW ZSRR wyodrębniono wszystkie komórki operacyjne, które przejął nowo utworzony KGB. W  MSW pozostawiono komórki administracyjne oraz milicję.
Jedną z komórek organizacyjnych wyodrębnionych z MSW ZSRR był jego Pierwszy Zarząd Główny odpowiedzialny za kontrwywiad. W nowo utworzonym Komitecie Bezpieczeństwa Państwowego, stał się Drugim Zarządem Głównym.
Od 1954 roku Drugi Zarząd Główny prowadził kontrwywiad, od lutego 1960 roku w KGB dokonano zmian. Zlikwidowano Zarządy:
- IV: walka z anty-radzieckim podziemiem, organizacjami nacjonalistycznymi i wrogimi elementami
- V: działania kontrwywiadowcze w obiektach specjalnego znaczenia
- VI: działania kontrwywiadowcze w sektorze transportu

Kompetencje zlikwidowanych zarządów przejął Drugi Zarząd Główny. Zmieniono strukturę Drugiego ZG KGB.
W strukturze organizacyjnej Drugiego Zarządu Głównego KGB w latach 80 XX w. występowały dwa zarządy i dwie służby w tym radiokontrwywiadu, wiele oddziałów oraz drugie struktury regionalnych zarządów KGB i KGB SRR.

## Organizacja Drugiego ZG KGB w latach 60 XX w.
- Naczelnik Drugiego ZG - tym samym jeden z zastępców Przewodniczącego KGB (oraz jeden z członków kolegium KGB)
  - zastępca naczelnika - funkcję tę pełniło wielu wysokich oficerów KGB, byli też Naczelnicy Oddziałów
- Zarząd Pierwszy [kontrwywiad wewnątrz kraju] - szef Siergiej Fiedosiejew - IX 1961 - XII 1964 Na początku lat 70 XX w. Zarząd Pierwszy posiadał 50 oficerów operacyjnych oraz 300 oficerów inwigilacji z VII Zarządu KGB, którzy byli w każdej chwili do dyspozycji Zarządu Pierwszego.
  - Oddział I : ds. Amerykańskich, naczelnicy - płk Jurij Nosenko początek lat 60 XX w., płk Jewgienij Raszczepow przełom lat 1960–1970; ostatnim naczelnikiem Oddziału 1 Zarządu I Drugiego Zarządu Głównego był Rem Krasilnikow od 1979 r. do 1992 roku.
    - Wydział 1 - werbunki pracowników ambasady USA
    - Wydział 2 - paraliżowanie działań CIA
    - Wydział 3 - ustalenia i kontrola obywateli ZSRR kontaktujących się z Amerykanami
    - Wydział 4 - organizacja kontaktów Amerykanów z Rosjanami poza Moskwą
    - Wydział 5 - działania operacyjne przeciwko ambasadom krajów Ameryki Łacińskiej

  - Oddział II - inwigilacja i rozpracowywanie obywateli Wspólnoty Brytyjskiej
  - Oddział III - inwigilacja i rozpracowywanie obywateli RFN, Austrii i państw Skandynawskich
  - Oddział IV - inwigilacja i rozpracowywanie obywateli innych państw Europy Zachodniej
  - Oddział V - inwigilacja i rozpracowywanie obywateli rozwiniętych krajów pozaeuropejskich
  - Oddział VI - inwigilacja i rozpracowywanie obywateli krajów Trzeciego Świata
  - Oddział VII - operacje przeciwko turystom w ZSRR. W latach 70 XX w. służyło tam 200 funkcjonariuszy KGB i ok. 1700 tajnych współpracowników. najliczniejsza struktura Drugiego ZG. Podzielony był na: Wydziały:
    - Wydział 1 - rozpracowywanie turystów z USA, Wielkiej Brytanii i Kanady
    - Wydział 2 - rozpracowywanie turystów innych narodowości
    - Wydział 3 - hotele, restauracje i miejsca obsługujące ludzi z zagranicy
    - Wydział 4 - kontrola agencji turystycznych itp.
    - Wydział 5 - rozpracowywanie turystów kontaktujących się z obywatelami ZSRR
    - Wydział 6 - posterunki obserwacyjne w miejscach używanych i odwiedzanych przez turystów

  - Oddział VIII - komputerowa baza danych Drugiego ZG
  - Oddział IX - inwigilacja i pozyskania studentów zagranicznych w ZSRR
  - Oddział X - inwigilacja i pozyskania zagranicznych dziennikarzy akredytowanych w ZSRR
  - Oddział XI - udzielanie zezwoleń na wyjazdy zagraniczne
  - Oddział XII - szczególnie ważne dochodzenia
  - Oddział XVI - walka z przemytem nielegalnym obrotem obcą walutą (utw. w 1960 r. po likwidacji V Zarządu KGB)
- Zarząd Bezpieczeństwa Przemysłu
  - Departament I : kontrwywiadowcze zabezpieczenie przemysłu ciężkiego
  - Departament II : kontrwywiadowcze zabezpieczenie fabryk i zakładów zbrojeniowych/militarnych
  - Departament III : kontrwywiadowcze zabezpieczenie badań jądrowych
  - Departament IV : kontrwywiadowcze zabezpieczenie elektrowni jądrowych
  - Departament V : kontrwywiadowcze zabezpieczenie przemysłowych wystaw radzieckich za granicą oraz nadzór nad IG
  - Departament VI : rekrutacja tajnych współpracowników na potrzeby ZBP
- Służba Nr 2 - ?
- Służba Bezpieczeństwa Publicznego – rodzaj policji ideologicznej, kontrolowała sytuację wewnętrzną w kraju, nadzorowała ważniejsze dochodzenia i nadzorowała aparat bezpieczeństwa państwowego (GB/ГБ) w terenie.

- Służba Wsparcia Technicznego – technika operacyjna, m.in.: przygotowania wyspecjalizowanych przyrządów potrzebnych w pracy poszczególnym Oddziałom/Wydziałom Drugiego Zarządu Głównego, oraz tajne włamania, tajne rewizje.